# 訪民春晚
訪民春晚是指中国上訪民眾自2010年起在首都北京市自行舉辦的新年晚會。
表演者、組織者、現場觀眾主要為長期在北京上訪伸冤的來自中國各省上訪民眾，節目透過網際網路轉播。參與的訪民向RFI、RFA等表示，其受到过不公正对待与打压。